# Jaulgonne
Jaulgonne – miejscowość i gmina we Francji, w regionie Hauts-de-France, w departamencie Aisne.
Według danych na styczeń 2014 roku gminę zamieszkiwało 679 osób, a gęstość zaludnienia wynosiła 381,5 osób/km².